# Asura fulvia
Asura fulvia là một loài bướm đêm thuộc phân họ Arctiinae, họ Erebidae.